# Fagus orientalis
Fagus orientalis är en bokväxtart som beskrevs av Vladimir Ippolitovich Lipsky. Fagus orientalis ingår i släktet bokar och familjen bokväxter. Inga underarter finns listade. Det svenska trivialnamnet orientbok används för arten.
Arten dokumenterades i Bulgarien och Grekland samt österut över Turkiet till Kaukasus, Ukraina och norra Iran. Den hittas i kulliga områden och i bergstrakter mellan 200 och 2200 meter över havet. Fagus orientalis ingår i bokskogar och i lövskogar med andra träd. Den bildar ofta hybrider med den vanliga boken (Fagus sylvatica).
Ofta är skogarna där arten ingår skottskogar. Fagus orientalis är en vindblommig växt.
Svampar av släktet Phytophthora (samma släkte som potatisbladmögel) kan skada trädet allvarlig. För artens trä finns flera olika användningsområden och det är det mest brukade träslaget i Iran. IUCN listar Fagus orientalis som livskraftig (LC).

## Bildgalleri

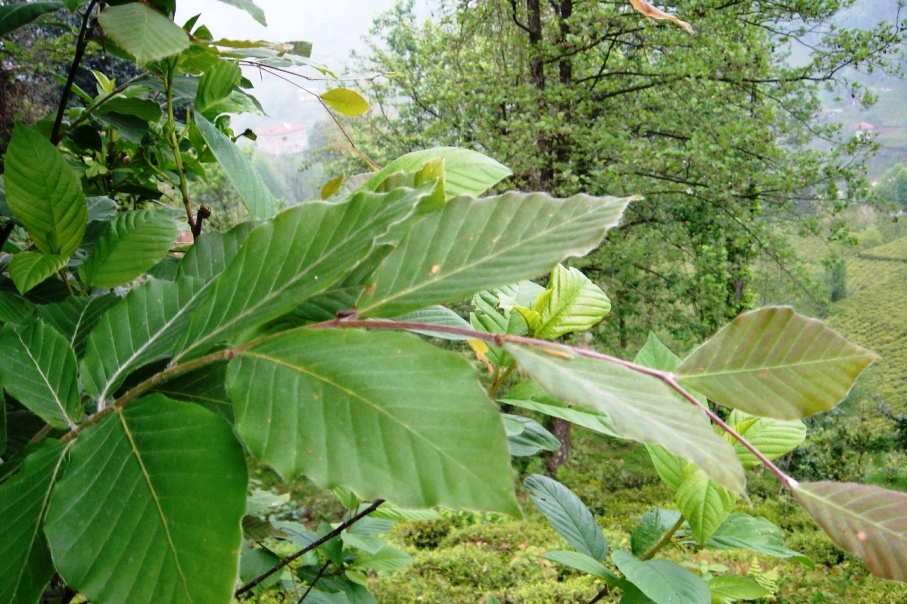
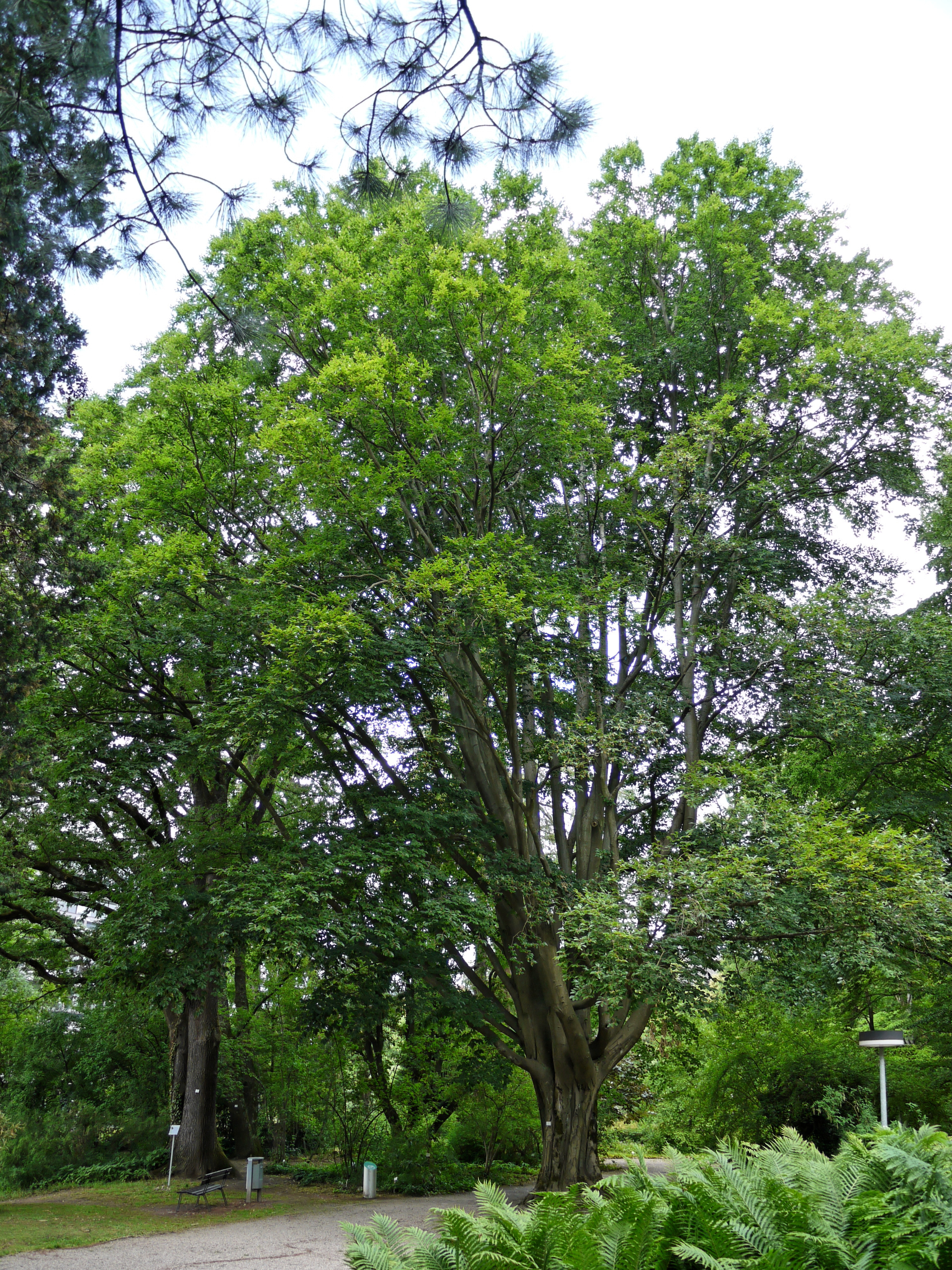
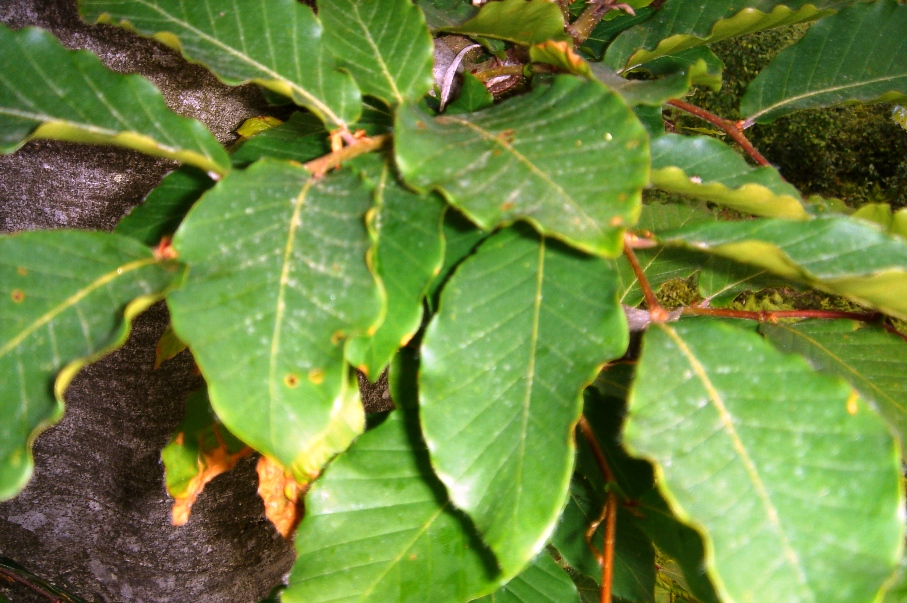